# Jan Dzierzgowski
Jan Dzierzgowski z Pawłowa k. Przasnysza herbu Jastrzębiec (1502–1558) – vicesgerent, starosta warszawski i łowicki, wojewoda mazowiecki, do roku 1544 kasztelan czerski.
Pochowany w kościele św. Anny w Warszawie.